# Max Westermaier
Maximilian Westermaier, detto Max (Kaufbeuren, 6 maggio 1852 – Friburgo, 1º maggio 1903), è stato un botanico tedesco.

## Biografia
Studiò scienze presso l'Università di Monaco, dove fu influenzato dai botanici Ludwig Radlkofer e Carl Wilhelm von Nägeli. Dopo la laurea, lavorò come assistente di Simon Schwendener a Berlino, diventando privato-docente nel 1879. Nel 1887 si trasferì a Königsberg come supplente per la mancanza di Robert Caspary (1818-1887). A partire dal 1890, insegnò lezioni al ginnasio di Frising, in Baviera.
Cattolico, terziario francescano, nel 1896 con il sostegno di papa Leone XIII, diventò il primo professore di botanica dell'Università di Friburgo, posizione che mantenne fino alla sua morte nel 1903. Nel 1898-99 partecipò a una spedizione scientifica a Giava, pubblicando la opera apposita Zur Entwickelung und Struktur einiger Pteridophyten aus Java (Sviluppo e struttura di alcuni pteridofiti di Giava, 1900).
Nel 1893 pubblicò il Kompendium der allgemeinen Botanik für Hochschulen, un libro che fu successivamente tradotto in inglese e pubblicato nel 1896. Altre opere notevoli vi era Zur Embryologie der Phanerogamen ("L'embrionismo dei fantanogami, specialmente nei cosiddetti Antipodi", 1890), inspiegabilmente usata per l'antropologia  e Ueber gelenkartige einrichtungen an stammorganen (1901).